# Ядро та образ лінійного оператора
В лінійній алгебрі і функціональному аналізі для лінійного оператора {\displaystyle \ L:V\to W}
Ядром лінійного оператора називається наступна підмножина {\displaystyle \ V}:
{\displaystyle \ker {(L)}=\{v\in V:\;L(v)=0\}}
вона утворює лінійний підпростір в просторі {\displaystyle \ V.}
Образом лінійного відображення називається наступна підмножина {\displaystyle \ W}:
{\displaystyle \operatorname {im} (L)=\{w\in W:\;w=L(v),v\in V\}}
вона утворює лінійний підпростір в просторі {\displaystyle \ W.}
Ядро оператора ще називають нуль-простором оператора і позначають: {\displaystyle \operatorname {null} (L).}

## Властивості
- Два елементи з V мають однаковий образ в W тоді і тільки тоді коли їх різниця належить ядру L:

{\displaystyle L(v)=L(w)\quad \iff \quad (v-w)\in \ker {(L)}.}
Тобто образ L є ізоморфним до фактор-простору в V утвореного ядром:
{\displaystyle {\text{im}}(L)\cong V/\ker(L){\text{.}}}
(див. Першу теорему про ізоморфізми для лінійних просторів).
- Якщо в V визначений скалярний добуток, тоді V / ker(L) може бути представленим як ортогональне доповнення до ker(L) в V.

## Простори скінченної розмірності і матриці
Коли V та W є просторами скінченної розмірності n та m відповідно, тоді в них можна вибрати базиси і задати лінійний оператор L множенням на матрицю A розміру m-на-n: {\displaystyle v\mapsto \mathbf {A} v.}
Визначення ядра матриці записується як {\displaystyle \ker {(\mathbf {A} )}=\{x\in V:\;\mathbf {A} x=0\}}, тобто еквівалентно множині розв'язків однорідної СЛАР.

### Rank-nullity теорема
Між розмірностями образу і ядра існує наступне співвідношення (rank-nullity theorem):
{\displaystyle \dim(\ker {L})+\dim(\operatorname {im} {\,L})=\dim(V)}
Число {\displaystyle \dim(\operatorname {im} {\,L})} називається рангом {\displaystyle \ L} і записується як 
{\displaystyle \operatorname {rank} {(L)}} чи {\displaystyle \operatorname {rk} {(L)}.}
Ранг відображення збігається з рангом матриці відображення.

### Основна теорема лінійної алгебри
Матриця A ( rank A = r) вводить чотири фундаментальні підпростори:
| Назва                                  | Визначення          | Простір в якому існує            | Розмірність |
| -------------------------------------- | ------------------- | -------------------------------- | ----------- |
| простір стовпців чи образ              | im(A) чи range(A)   | {\displaystyle \mathbb {R} ^{m}} | r           |
| нульпростір чи ядро                    | ker(A) чи null(A)   | {\displaystyle \mathbb {R} ^{n}} | n — r       |
| простір рядків чи кообраз(Coimage[en]) | im(AT) чи range(AT) | {\displaystyle \mathbb {R} ^{n}} | r           |
| лівий нульпростір чи коядро            | ker(AT) чи null(AT) | {\displaystyle \mathbb {R} ^{m}} | m — r       |
- В {\displaystyle \mathbb {R} ^{n}\;\;\ker {(A)}=(\mathrm {im} (A^{T}))^{\perp }}, тобто, нульпростір є ортогональним доповненням простору рядків.
- В {\displaystyle \mathbb {R} ^{m}\;\;\ker {(A^{T})}=(\mathrm {im} (A))^{\perp }}, тобто, лівий нульпростір є ортогональним доповненням простору стовпців.